# Most Wanted (filme de 1997)
Most Wanted (Procura-se! (título em Portugal) ou Procurado (título no Brasil)) é um filme estado-unidense de 1997, estrelado por Keenen Ivory Wayans (que também escreveu o filme) e Jon Voight.

## Sinopse
James Dunn (Keenen Ivory Wayans) é salvo do corredor da morte e recrutado para um esquadrão de operações secretas, mas se torna o bode expiatório do assassinato da primeira-dama e é caçado juntamente com a mulher que filmou tudo que aconteceu.

## Elenco
- Keenen Ivory Wayans .. Sargento James Anthony Dunn
- Jon Voight .. Coronel Grant Casey/General Adam Woodward
- Jill Hennessy .. Doutora Victoria Constantini
- Wolfgang Bodison .. Capitão Steve Braddock
- Robert Culp .. Donald Bickhart
- Simon Baker .. Stephen Barnes
- Paul Sorvino .. Kenneth Rackmill, deputado e diretor da CIA
- Eric Roberts .. Spencer, deputado e diretor assistente
- John Diehl .. Capitão da polícia
- Tito Larriva .. Membro do bando #2